# بيفرلي بيج ييتس
بيفرلي بيج ييتس (بالإنجليزية: Beverly Page Yates)‏ هو قاضي وسياسي ليبيري، ولد في 1811، وتوفي في 1883. انتخب نائب رئيس ليبيريا ‏ (7 يناير 1856 – 2 يناير 1860).